# SN 2006gy
SN 2006gy est une supernova découverte le 18 septembre 2006 (d'où sa désignation) dans la galaxie NGC 1260 située dans la constellation de Persée, dans une direction proche de celle de Beta Persei (Algol). Cette supernova s'est caractérisée par une luminosité absolue hors du commun, estimée à près de 100 fois supérieure à celle d'une supernova classique, phénomène considéré comme étant dû au fait que l'étoile progénitrice de la supernova est atypique, possédant une masse extrêmement élevée (peut-être plus de 100 masses solaires).
La supernova a été observée par de nombreux observatoires au sol et spatiaux. Les principaux résultats de ces études ont été diffusés auprès du grand public lors d'une conférence de presse donnée par la NASA le 7 mai 2007, lui offrant une certaine couverture médiatique, mais avaient été mis en ligne en décembre 2006 et publiés pour certains en mars 2007 dans la revue scientifique The Astrophysical Journal.

## Découverte et principales caractéristiques observationnelles
La découverte de la supernova a été faite par Robert Quimby et Peter Mondol de l'observatoire McDonald dans le cadre d'un programme de recherche de supernovae, le Texas Supernovae Search, par comparaison avec des clichés de la galaxie hôte pris fin 2005. L'annonce de la découverte a été faite via la circulaire no 8754 et le télégramme électronique no 644 de l'Union astronomique internationale.
Une étude spectroscopique de l'objet a été réalisée le 26 septembre par A. Harutyunyan et ses collaborateurs du Telescopio Nazionale Galileo (italien) situé à La Palma (îles Canaries), révélant qu'il s'agissait d'une supernova de type II (supernova dite à effondrement de cœur), c'est-à-dire issue de l'implosion d'une étoile massive. De façon concomitante, J. L. Prieto et ses collaborateurs obtiennent avec le télescope de 4 mètres de l'observatoire de Kitt Peak un spectre suggérant une supernova de type IIn, avec très forte extinction due au milieu interstellaire de la galaxie hôte. Cette extinction est évaluée à deux magnitudes. La distance de la galaxie hôte NGC 1260 étant connue (environ 75 Mpc (∼245 millions d'al)), la magnitude absolue de l'événement est estimée à -22, ce qui en fait un événement très largement plus lumineux qu'une supernova ordinaire à effondrement de cœur. Les clichés de Prieto et al. ne permettent pas de séparer la supernova du centre de la galaxie hôte, aussi suggèrent-ils d'associer cette luminosité extrême au fait qu'il émane du centre de la galaxie hôte, qui renferme en réalité un noyau actif. L'hypothèse du noyau actif de galaxie est très rapidement réfutée par Ryan J. Foley et ses collaborateurs, qui à l'aide du télescope de 3 mètres de l'observatoire Lick montrent le 24 octobre que la supernova est décalée du centre de la galaxie hôte d'environ une seconde d'arc, attestant ainsi la nature de supernova atypique extrêmement lumineuse de l'événement.
Outre sa luminosité exceptionnelle, cette supernova se caractérise par une durée extrêmement longue. Alors qu'une supernova ordinaire met de l'ordre d'une vingtaine de jours pour atteindre son maximum de luminosité, celle-ci a mis plus de cinquante jours, le temps passé au maximum (écart de moins d'une magnitude par rapport à celui-ci) étant également considérable, de l'ordre de 50 jours. Des temps d'atteinte au maximum peuvent parfois être importants. Cela a par exemple été le cas pour SN 1987A, qui avait eu lieu dans le Grand Nuage de Magellan, mais cette supernova, également atypique, était fortement sous lumineuse.
La nature exceptionnelle de cette supernova lui a valu d'être abondamment étudiée dans le courant de l'automne 2006. Par exemple, le directeur du télescope spatial Chandra lui a alloué 8 heures d'observation avec cet instrument, permettant l'étude du phénomène dans le domaine des rayons X, et donnant ainsi des indications sur les possibles scénarios susceptibles d'expliquer la luminosité de l'événement.

## Type de la supernova

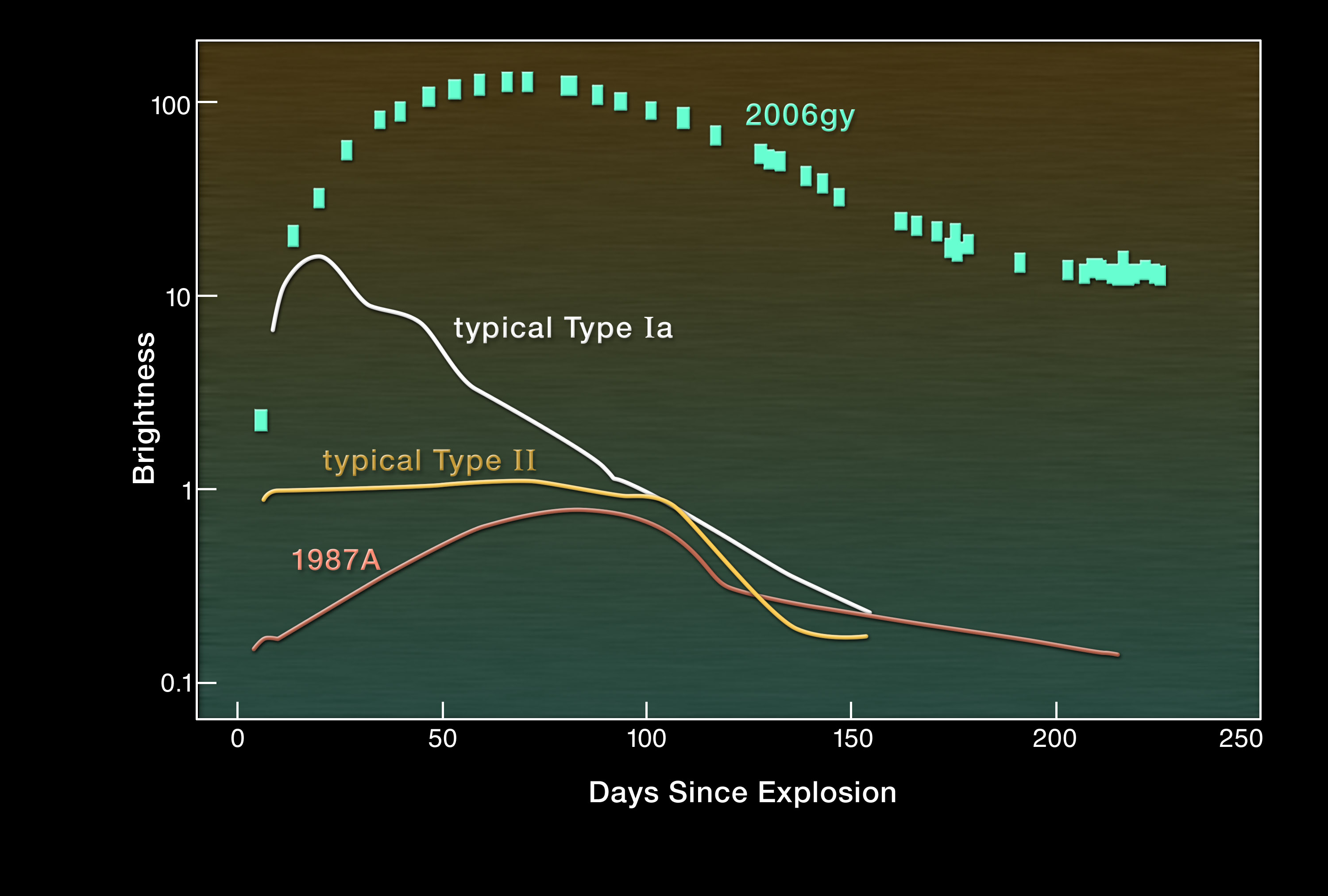
Courbe de lumière de SN 2006gy comparée à des exemples typiques des deux principaux types de supernovae, ainsi qu'à celle de SN 1987A.

La supernova présentant des raies d'hydrogène, elle est considérée de type II. Des raies d'hydrogène étroites (« narrow » en anglais) présentes tôt dans le processus d'explosion en font a priori une supernova de type IIn. Cependant, les supernovae de type II sont censées être moins lumineuses que celles de type I (magnitude absolue typique de -19,4 pour les types I, contre -18,5 pour les types II). Au maximum, sa magnitude est inférieure de 2,5 par rapport à une supernova de type I classique, et de 3,5 par rapport à une supernova de type II, soit une luminosité respectivement 10 et 25 fois plus importante. Ce rapport de luminosité devient encore plus considérable 120 jours après l'explosion, où SN 2006gy est encore à une magnitude de -21, contre aux alentours de -16 pour une supernova ordinaire, soit un rapport 100 en luminosité. L'énergie totale rayonnée est estimée à 1044 joules. Cette énergie n'est pas démesurée en elle-même : c'est par exemple l'ordre de grandeur de l'énergie cinétique communiquée à la matière éjectée par une supernova ordinaire (voir rémanent de supernova). Ce qui est atypique, c'est qu'une telle énergie soit rayonnée par l'explosion, alors que d'ordinaire elle est environ 100 fois plus faible.

## Mécanisme d'émission de la supernova
Le principal problème qui apparaît pour interpréter la luminosité de la supernova, est celui du processus qui a permis de convertir autant d'énergie sous forme lumineuse. À l'heure actuelle (mai 2007), trois options sont envisagées :
- rayonnement de recombinaison de l'hydrogène, ou rayonnement thermique de l'enveloppe éjectée ;
- interaction entre la matière éjectée et l'environnement immédiatement proche de la supernova ;
- quantité très importante de nickel-56 produit lors de l'explosion, dont la désintégration radioactive est responsable de la luminosité.

La dernière explication est celle qui apparaît la plus réaliste par les auteurs la proposant, mais en tout état de cause, tous ces mécanismes pointent vers une masse considérable de l'étoile progénitrice, chose a priori difficile à réconcilier avec une supernova de type II, possédant encore de l'hydrogène.

## Hypothèse sur la nature du progéniteur
Les supernovas super lumineuses peuvent être jusqu'à 100 fois plus lumineuses que les supernovas normales, mais il n'y a pas de consensus sur la façon dont ces phénomènes transitoires se produisent.
Les étoiles massives de plus de 40 masses solaires sont censées perdre leur enveloppe externe lors de leur phase de géante rouge (voir Évolution stellaire). Ce faisant, elles se transforment en étoiles Wolf-Rayet, et finissent leur vie en supernova. Du fait de l'absence d'hydrogène, de telles supernovae sont de type Ib ou Ic. Le spectre de SN 2006gy présente des raies signalant la présence d'hydrogène, étant de fait de type II. Du fait de la considérable luminosité de l'événement, il s'agit très probablement d'une étoile massive, mais n'ayant pas perdu son enveloppe d'hydrogène. De telles situations sont considérées comme s'étant produites à des époques anciennes de l'histoire de l'univers. En effet, la perte de masse subie par les étoiles massives est principalement due à la présence de « métaux » en leur sein, et de la capacité de ceux-ci de générer des vents stellaires. Les étoiles de première génération ne possèdent pas de tels éléments, et l'on ne s'attend pas à ce qu'elles génèrent de vents stellaires suffisants pour éjecter leur enveloppe. Dans une telle configuration, le cœur de l'étoile, encore très massif au moment des réactions nucléaires tardives, peut subir une instabilité due à la création massive de paires électrons-positrons, c’est ce qu’on appelle une « supernova par production de paires ». Cette hypothèse avait été suggérée dès la fin des années 1960 par Z. Barkat et ses collaborateurs, ainsi que Gary S. Fraley, et se caractérise par le fait que le cœur de l'étoile ne s'effondre pas sur lui-même comme dans une supernova à effondrement de cœur, mais est lui aussi soufflé par l'explosion sans former de résidu compact tel une étoile à neutrons ou un trou noir. L'observation de SN 2006gy pourrait alors s'interpréter comme la manifestation d'un tel phénomène dans l'univers actuel.
Il a aussi été proposé que l'explosion observée ne soit pas exactement celle d'une supernova, mais plutôt d'une quark-nova, c'est-à-dire celle d'une étoile à neutrons qui s'effondrerait en une étoile à quarks. Selon cette hypothèse, l’étoile progénitrice aurait d’abord explosé en une supernova « classique », laissant derrière elle une étoile à neutrons de forte masse. Celle-ci se serait ensuite transformée en étoile à quarks dans les jours ou les semaines qui ont suivi, produisant une onde de choc qui aurait rattrapé les éjectas de la supernova initiale. L’impact de cette onde de choc sur ces gaz éjectés aurait alors entraîné l’émission d’une grande quantité de lumière visible, ainsi que le maintien de l’éclat de la supernova sur une plus longue durée.
Les auteurs d'une étude publiée en 2020 ont identifié des raies d'émission du fer dans le spectre de SN 2006gy, apparues plus d'un an après l'explosion. En explorant les modèles de plusieurs mécanismes possibles, ils concluent qu'un seul est compatible avec toutes les observations : une supernova de type Ia, normale, qui interagit avec une enveloppe dense de matériau circumstellaire. Cette enveloppe doit avoir été éjectée par l'étoile progénitrice moins d'un siècle avant l'explosion, peut-être en raison d'une interaction avec un partenaire binaire.

### Données générales
- (en) SN 2006gy sur la base de données Simbad du Centre de données astronomiques de Strasbourg.

### Articles soumis ou publiés dans des revues scientifiques
- Nathan Smith et al., SN 2006gy: Discovery of the most luminous supernova ever recorded, powered by the death of an extremely massive star like Eta Carinae, soumis à l'The Astrophysical Journal, astro-ph/0612617 Voir en ligne.
- P. Ofek et al., SN 2006gy: An extremely luminous supernova in the galaxy NGC 1260, The Astrophysical Journal, 659, L13-L16 (2007), astro-ph/0612408 Voir en ligne.

### Communiqué de presse initial
- (en) Chandra Sees Brightest Supernova Ever, sur le site du télescope spatial Chandra.

### Reprise dans la presse grand public
- (fr) La plus brillante explosion d'étoile jamais détectée, sur le site du journal Le Monde.
- (en) Giant exploding star outshines previous supernovas, sur le site de la chaîne d'information continue CNN.
- (en) Star dies in monstrous explosion, sur le site de la BBC.